# Pipistrellus collinus
Pipistrellus collinus (Thomas, 1920) è un pipistrello della famiglia dei Vespertilionidi diffuso nell'Ecozona australasiana.

## Descrizione

### Dimensioni
Pipistrello di piccole dimensioni, con la lunghezza della testa e del corpo tra 41,3 e 53 mm, la lunghezza dell'avambraccio tra 33 e 39,1 mm, la lunghezza della coda tra 30 e 44 mm, la lunghezza del piede tra 6,5 e 10 mm, la lunghezza delle orecchie tra 7,5 e 13 mm e un peso fino a 8,5 g.

### Aspetto
Le parti dorsali sono marroni o bruno-rossastre, mentre le parti ventrali sono bruno-giallastre o bruno-rossastre. La base dei peli è ovunque nerastra. Il muso è bruno-grigiastro, largo, con due nasse ghiandolari sui lati. Gli occhi sono piccoli ma cospicui. Le orecchie sono triangolari, ben separate tra loro, con il margine anteriore convesso e l'estremità arrotondata. Il trago è allungato e con la punta curvata in avanti. Le membrane alari sono bruno-grigiastre e attaccate posteriormente alla base del quinto dito del piede. La coda è lunga ed inclusa completamente nell'ampio uropatagio, il quale è leggermente ricoperto di peli bruno-giallastri. Il calcar è lungo e provvisto di un lobo terminale allungato.

## Biologia

### Comportamento
Si rifugia nelle cavità degli alberi.

### Alimentazione
Si nutre di insetti volanti.

### Riproduzione
Femmine che allattavano sono state catturate nel mese di giugno.

## Distribuzione e habitat
Questa specie è diffusa in Nuova Guinea e sull'isola di Goodenough.
Vive nelle foreste collinari e medio-montane tra 700 e 2.800 metri di altitudine.

## Conservazione
La IUCN Red List, considerato il vasto areale, sebbene ci siano ancora poche informazioni su di essa, classifica P.collinus come specie a rischio minimo (Least Concern)).